# エザキヨシタカ
エザキ ヨシタカ（1985年〈昭和60年〉 - ）は、日本の美容師、経営者、ヘアメイクアーティスト、美容教育者。株式会社grico、株式会社picture topの代表取締役を務める。東京都原宿に本店を構える美容室「grico」の創設者であり、オンラインサロン「Multiverse」やファッションブランド「grico clothing」「grico vintage」の展開など、美容業界の枠を越えた幅広い活動を行っている。

## 来歴・人物
長崎県出身。江戸時代から続く老舗「江崎べっ甲店」の家系に生まれ、幼少期から人との関わりや“家族”を大切にする価値観を育む。大村美容ファッション専門学校を卒業後、23歳で独立。フリーランス時代には月商350万円を達成し、2009年に24歳で原宿に「grico」をオープン。2016年には原宿でヘアサロン「TORA」、心斎橋で同じく「BECCO」を相次いで開いた。以降、業界の第一線で活躍を続けている。 
2014年にはオンラインサロン「Multiverse」を立ち上げ、美容師の地位向上・情報共有・教育連携を目指した新しい形の職能集団を形成。全国の若手美容師との繋がりを持ち、現在も約460名が参加している。
ファッション事業としては2012年に「grico clothing」、2023年以降は古着事業「grico vintage」を開始。grico店舗を通じて衣料のセレクト販売・卸展開を行い、“鏡の前から広がる仕事”という独自の美容師観を体現している。
また、大村美容ファッション専門学校と提携し、現場力のある即戦力育成を目的とした「東大化計画」を推進。東京の一流サロンとの連携、講師陣による指導、3年制の実践カリキュラムで構成される。
近年はテレビ出演やセミナー登壇の機会も増え、業界内外から注目を集めている。特にテレビ番組『夏だ！てれファミリー：カリスマ故郷に帰る』では、“美容師＝人生を照らす存在”という姿勢が話題となり、SNS上でも「太陽のような人」「未来を明るくしてくれる人」と評されるなど、若手美容師を中心に厚い支持を得ている。また、美容誌『WWD BEAUTY』にて「今、美容師が憧れる美容師11人」の一人として選出されているほか、美容業界団体主催の全国交流会や教育イベントに講師として招かれるなど、美容業界のキーパーソンとして活躍を続けている。

## 審査員活動
- 第10回 全国美容専門学生ヘアメイク総選挙【グランジ】[15]
- 第14回 全国美容専門学生ヘアメイク総選挙【THE JAPAN】[16]
- 第19回 ホットヘアデザインフォトコンテスト[17]

## セミナー・イベント（一部）
- オンラインセミナーhair camp[18]
- 大村美容ファッション専門学校（OMULA）特別セミナー[19]
- 新潟理容美容専門学校（RIBI）トレンドセミナー[20]
- Special Collaborationセミナー（2017年10月）[21]
- スペシャルブランディングセミナー（2017年）[22]
- タキガワビューティカレッジセミナー[23]
- BEAUTY INDUSTRY 3POSITION 3BRANDING[24]
- 120%全力エザキヨシタカ流サロンワーク[25]
- 大村パワーフェス[26]
- ビューティーワールドジャパン東京2023[27]
- UNITED DANKS HAIR SHOW2023[28]

## メディア出演
- NHK：夏だ！てれファミリー：カリスマ故郷に帰る
- NHK：阿佐ヶ谷アパートメント（2023.5.1(月)23:00〜23:30）
- 日本テレビ：ヒルナンデス：神カット ご夫婦大変身企画（2023.1.20(金)11:55〜13:55）
- BSフジ：髪カリスマ
- TOKIO INKARAMI CM 2021[29]

## 受賞
- KAMI CHARISMA AWARD 2020　1つ星受賞
- KAMI CHARISMA AWARD 2021　1つ星受賞
- KAMI CHARISMA AWARD 2022　1つ星受賞
- KAMI CHARISMA AWARD 2023　2つ星受賞
- KAMI CHARISMA AWARD 2024　2つ星受賞
- KAMI CHARISMA AWARD 2025　2つ星受賞[30]

## 著書
- 『夢を叶えるエザキ流方程式』髪書房、2016年。ISBN 978-4908697005。
- 『選ばれる条件 こうやれば突き抜けられる』DMM PUBLISHING、2018年。ISBN 978-4991042409。

## 雑誌掲載（一部）[31]
- PREPPY
- ar
- BAILA
- CHOKi CHOKi
- JILLE
- SEDA
- FUDGE
- smart
- Street Jack
- FINEBOYS
- CYAN
- Men's PREPPY
- 日経MJ
- WWDbeauty
- SNIPSTYLE
- TOMOTOMO
- Ocappa
- TOKYO FASHION EDGE